# 銀河系外背景光
拡散銀河系外背景光（英: extragalactic background light, EBL）は、星形成過程及び活動銀河核（AGN）からの寄与による宇宙内の放射全てを累積したものである。 この放射は、原始宇宙マイクロ波背景放射によって支配されるマイクロ波を除いて、電磁スペクトルのほぼすべての波長をカバーする。 銀河系外背景光は拡散銀河系外バックグラウンド放射（DEBRA）の一部であり、定義上、電磁スペクトル全体をカバーする。宇宙マイクロ波背景放射に続いて、銀河系外背景光は2番目にエネルギーの高い拡散背景放射を生成する。したがって、宇宙の完全なエネルギーバランスを理解するために不可欠である。
銀河系外背景光の理解は、銀河系外の超高エネルギー（VHE、30 GeV-30 TeV）天文学の基本でもある。 宇宙論的な距離から来るVHE光子は、銀河系外背景光光子との対生成によって減衰される。この相互作用は銀河系外背景光のスペクトルエネルギー分布（SED）に依存する。したがって、VHE光源の放射の固有の特性を研究するには、銀河系外背景光のSEDを知る必要がある。

## 観測
銀河系外背景光の直接測定は、主に銀河系外背景光よりも桁違いに高い黄道光の寄与のために困難な作業である。さまざまなグループが光学および近赤外線での銀河系外背景光の検出を主張している。  しかし、これらの分析は黄道光によって汚染されていることが指摘されている。 最近、異なる技術を使用する2つの独立したグループが黄道光による汚染のない光学系での銀河系外背景光の検出を主張している。   
背景光に制限を与える他の手法としては、深宇宙銀河サーベイから下限を設定することが可能である。  また、銀河系外天体のVHE観測は、銀河系外背景光に上限を与える。   
2018年11月、天文学者らは銀河系外背景光が4 x 1084 光子に達したと報告しました。  

## 経験的モデル
局所宇宙における銀河系外背景光の全体的なSEDと、時間の経過に伴うその進化を予測する経験的アプローチがある。これらの経験的モデルは、次のように4つの異なるカテゴリに分類できる。 
（i）前方進化：宇宙論的初期条件から始まり、銀河形成の半解析的モデルによって時間とともに前方進化をたどる。   
（ii）後方進化：既存の銀河集団から始め、それらを時間的に後方（過去）に外挿する。   
（iii）赤方偏移の範囲にわたって推測される銀河集団の進化。ここでは、宇宙の星形成率密度などの観測から導き出された量を使用して、銀河の進化を推測している。    
（iv）銀河系外背景光に大きく寄与する赤方偏移の範囲で直接観測される銀河集団の進化。 